# Clase Kongō (1913)
La Clase Kongō fue una serie de cruceros de batalla japoneses de diseño británico previo a la Primera Guerra Mundial. Posteriormente se les hicieron modificaciones para convertirlos en acorazados, lo que entró en conflicto con el sistema de denominación de navíos en la Armada Imperial Japonesa, ya que retuvieron sus nombres anteriores correspondientes a montañas.